# カドカワエンタテインメントNext賞
カドカワエンタテインメントNext賞（カドカワエンタテインメント ネクストしょう）は、角川書店が主催していた公募新人文学賞。単にNext賞とも呼ばれる。受賞作はB6変形並製の体裁で角川書店から刊行される。既成のジャンルにとらわれず、新しいエンタテインメント作品を産み出す情熱と瑞々しい感性をもつ書き手の登場を期待して創設される。第2回の発表をもって終了する。ノンフィクション、論文、詩歌、絵本を除く、広義のエンタテインメント小説を募集する。
当初は、投稿された全作品に対してコメントシートの発送が行われていたが、途中から、選考状況をより明快にするために、選考の結果、総合評価AからCまでの者がNext賞のホームページと『野性時代』誌上で編集部到着から5か月以内に発表され、総合評価AからCまでの者にのみコメントシートが発送されるという形式に改められる。
2002年12月、第1弾の3作品が刊行される。この3作中2作はすでにデビューしている小説家によるものだった（深見真は2000年にデビュー、川上亮は秋口ぎぐる名義で2000年にデビュー）。
角川書店主催の新人文学賞に、野性時代青春文学大賞（2005年 - 2008年）、野性時代フロンティア文学賞（2009年 - ）がある。編集者が直接応募作を審査するという共通点を持つ新人賞に、メフィスト賞（講談社）、KAPPA-ONE登龍門（光文社）がある。

## 受賞作一覧
| 回    | 受賞作                                 | 受賞者     | 初刊       | 文庫化     |
| ----- | -------------------------------------- | ---------- | ---------- | ---------- |
| 第1回 | 『アフリカン・ゲーム・カートリッジズ』 | 深見真     | 2002年12月 | 2007年11月 |
| 第1回 | 『ラヴ☆アタック!』                     | 川上亮     | 2002年12月 |            |
| 第1回 | 『リベンジ・ゲーム』                   | 谷川哀     | 2002年12月 |            |
| 第2回 | 『ハワイッサー』                       | 水野スミレ | 2003年7月  |            |